# Corvallis, Oregon
Corvallis (IPA: [ˌkɔɹ ˈvæl ɪs]) là một thành phố nằm trong miền trung tây Oregon, Hoa Kỳ. Nó là quận lỵ của Quận Benton6 và thành phố chính "Corvallis, Khu Thống kê Đô thị của Oregon" (Metropolitan Statistical Area) mà bao gồm tất cả Quận Benton.
Đến ngày 1 tháng 7 năm 2006, thành phố có một dân số ước tính là 53.900.

## Địa lý

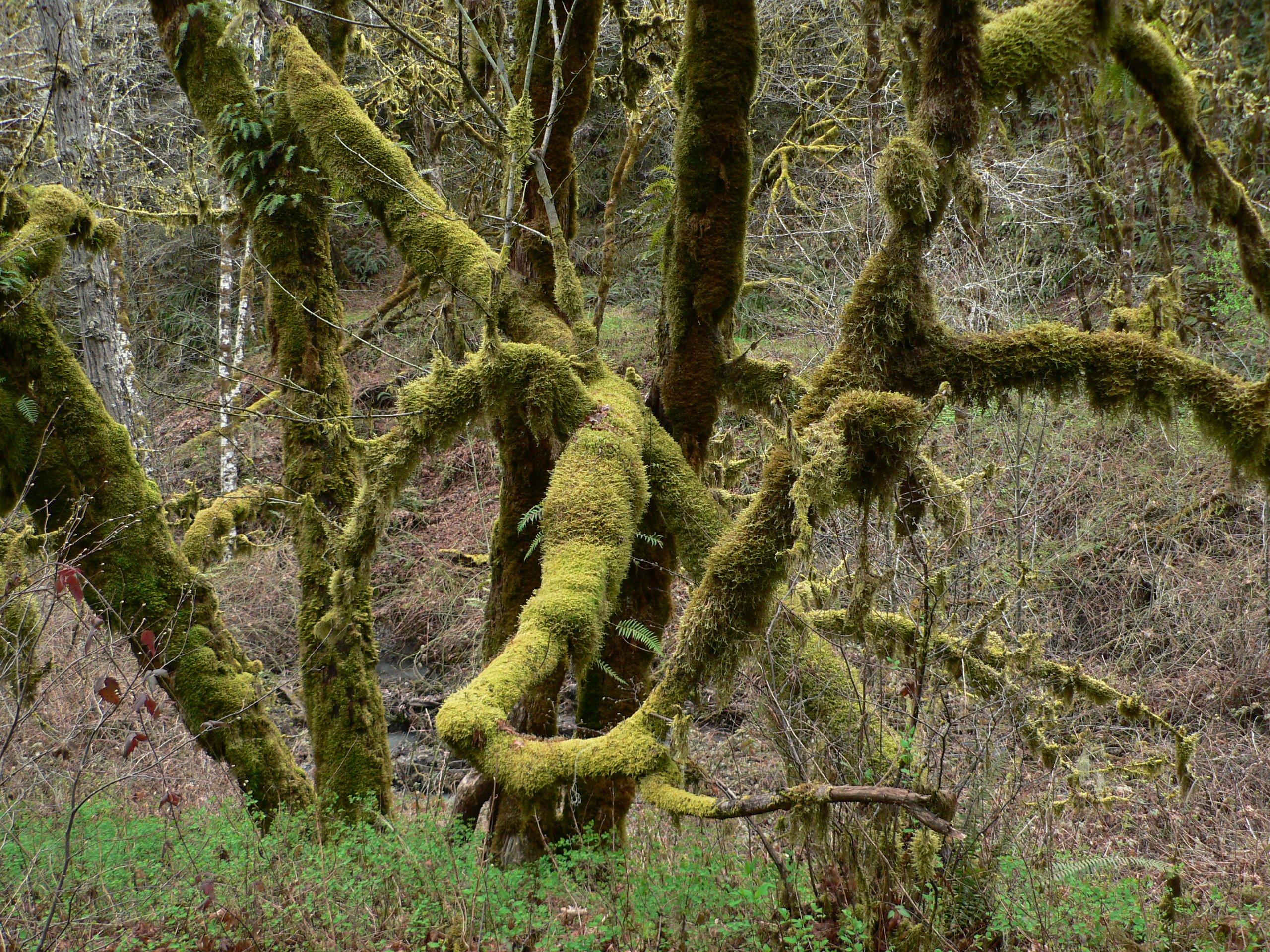
Rêu phủ những cây phong dễ thấy dọc theo các con đường mòn lân cận

Corvallis nằm ở cao độ 235 bộ. Nằm nửa đường trong Thung lũng Willamette, Corvallis cách khoảng 85 dặm Anh về phía nam Portland, 30 dặm Anh phia Nam thủ đô tiểu bang là Salem, 10 dặm phía tây Albany và Xa lộ liên tiểu bang 5, và 44 dặm phía bắc Eugene / Springfield. Du lịch bằng xe mất 1 giờ rưỡi để tới Portland, và 45 phút từ Eugene/Springfield sử dụng Xa lộ liên tiểu bang 5. Xa lộ Oregon 99W, một con lộ bắc nam thứ hai, cũng đi qua Corvallis.
Theo Cục Điều tra Dân số Hoa Kỳ, thành phố có một tổng diện tích là 35,7 km² (13,8 mi²). 35,2 km² (13,6 mi²) là đất và 0,4 km² (0,2 mi²) là nước. Tổng diện tích mặt nước là 1,23%.

## Thành phố kết nghĩa
Corvallis có hai thành phố kết nghĩa, như được ấn định bởi Hội thành phố kết nghĩa quốc tế:
- Gondar, Ethiopia
- Uzhhorod, Ukraina